# Femte söndagen efter trettondedagen
Femte söndagen efter trettondedagen är näst efter Sjätte söndagen efter trettondedagen kyrkoårets ovanligaste söndag. Söndagens tema är "Sådd och skörd". Den liturgiska färgen är grön, och på altaret i Svenska kyrkan ställer man vita och röda blommor och tänder två ljus.
Söndagen har hittills under 2000-talet firats endast år 2003, 2014 och år 2019 och infaller nästa gång vintern 2025. Mellan år 2000 och 2100 firas den nio gånger medan Sjätte söndagen efter trettondedagen firas sammanlagt åtta gånger under samma tid.

## Svenska kyrkan
Söndagens tema enligt 2003 års evangeliebok är Sådd och skörd. De bibeltexter som används för att belysa dagens tema är:
| Första årgången                                                     | Andra årgången                                                            | Tredje årgången                                                | Psaltarpsalm     |
| Hesekiel 34:17–23 Kolosserbrevet 3:12–16 Matteusevangeliet 13:24–30 | Fjärde Moseboken 11:24–30 Filipperbrevet 1:12–18 Markusevangeliet 9:38–41 | Hesekiel 33:10–16 Romarbrevet 2:12–16 Lukasevangeliet 13:22–30 | Psaltaren 37:1–7 |

### Fotnoter
1. ↑  ”Femte söndagen efter trettondedagen”. Svenska kyrkan. Arkiverad från originalet den 5 mars 2016. https://web.archive.org/web/20160305084229/https://www.svenskakyrkan.se/troochandlighet/kyrkoarets-bibeltexter?helgdag=98. Läst 11 januari 2016.
2. ↑   Den svenska psalmboken med tillägg. Stockholm: Verbum. 2005. sid. 1326–1330. Libris ht7wjxh8f3k4gcqk. ISBN 978-91-526-5515-3